# ستيفان بونيو
ستيفان بونيو (بالإنجليزية: Stefan Bonneau)‏ مواليد 13 مارس 1987 في ميدلتاون، هو لاعب كرة سلة أمريكي. بدأ مسيرته الاحترافية في سنة 2012. يلعب في الدوري الدنماركي لكرة السلة كلاعب هجوم خلفي. يحمل الرقم 5. يبلغ طوله 5 قدم 10 بوصة (1.8 م). لعب مع وندسور إكسبرس في دوري كندا الوطني لكرة السلة وسنجان فلاينج تايجرز في الرابطة الصينية لكرة السلة.

## روابط خارجية
- ستيفان بونيو على موقع كرة السلة الأوروبية.كوم (الإنجليزية)
- ستيفان بونيو على موقع ريلجم (الإنجليزية)
- ستيفان بونيو على موقع بروبوليرز (الإنجليزية)